# OkCupid
OkCupid est une application et un site de rencontres et de réseautage social américain lancé le 5 mars 2004 et conçu par Chris Coyne, Sam Yagan, Christian Rudder et Max Krohn.

## Principe
Les utilisateurs du site de rencontres sont mis en relation sur la base de leurs réponses à des questionnaires à choix multiples ainsi qu'à des quiz créés par les autres utilisateurs.
OkCupid permet à l'utilisateur de choisir entre 13 orientations sexuelles et 22 identités de genre. Au début des années 2020, le site s'oriente davantage vers les enjeux sociétaux, permettant à ses utilisateurs de mettre en avant leurs engagements, dans les changements sociaux ou climatiques.

## Historique
OkCupid est classé dans le top 10 des sites de rencontres par le magazine Time en 2007. En 2011 il compte plus de 3,5 millions d'utilisateurs, principalement de jeunes adultes. Le 2 février 2011, OkCupid est racheté par son concurrent Match.com pour 50 millions de dollars payés comptant.
En novembre 2007 OkCupid lance « Crazy blind dates », un service qui permet de rencontrer quelqu'un dans un délai très court. L'idée, d'abord lancée indépendamment du site, est ensuite réintégrée au sein d'OkCupid sous la forme d'une application pour Android et iOS.
Le 31 mars 2014, à la suite du support de Brendan Eich, directeur général de la Mozilla Corporation, envers la Proposition 8, les utilisateurs d'OkCupid se connectant via Firefox sont dirigés vers un appel au boycott du navigateur web,. Le 2 avril 2014, OkCupid retire l'avis de boycott.